# Niceia (filha de Antípatro)
Niceia foi uma filha de Antípatro, que se casou com Pérdicas e com Lisímaco.
Em 323 a.C.,[carece de fontes?] logo após a destruição das cidades de Larandia e Isáuria, Pérdicas tinha duas noivas: Niceia, filha de Antípatro ou Cleópatra, filha de Filipe II da Macedónia. Pérdicas havia antes requisitado a mão de Niceia, porque ele queria agir em harmonia com Antípatro, mas depois que ele ganhou o controle do exército e se tornou guardião dos reis  seus cálculos mudaram, e Pérdicas passou a planejar se tornar rei, e casando com Cleópatra ele poderia conseguir isso.
No momento, porém, Pérdicas se casou com Niceia, porque Antígono Monoftalmo, amigo de Antípatro, desconfiava dos seus planos, e ele não queria que Antípatro se tornasse hostil.
Niceia também se casou com Lisímaco, que refundou a cidade de Antigonia, fundada por Antígono Monoftalmo, e chamou-a de Niceia.